# Усадьба Бурмистровых
Усадьба Бурмистровых — памятник архитектуры в историческом центре Нижнего Новгорода. Усадебный комплекс возведён в период конца XVIII века — 1840-х годов. Автор проектов зданий не установлен. 
В состав комплекса усадьбы входят два здания: дворовый флигель, являющийся памятником архитектуры регионального значения и главный дом усадьбы, отнесённый к ценным объектам историко-градостроительной среды старинной Ильинской улицы.           

## История
Усадьба расположена в историческом районе Започаинье (Ильинская слобода), в центральной части исторической территории Старый Нижний Новгород. Застройка улиц в данном месте носила усадебный характер, который отчасти сохранился до наших дней. Сохранившаяся историческая застройка Ильинской улицы представлена одно- двухэтажными каменными, деревянными и полукаменными жилыми зданиями и усадебными постройками, которые выстроены преимущественно в стиле эклектики 1830-х — 1900-х годов.    
На плане Нижнего Новгорода от 1799 года на месте будущей усадьбы купцов Бурмистровых было обозначено только одно каменное строение и деревянный дом; каменное здание было выстроено в глубине участка и согласно обывательской книге на 1801—1804 гг. числилось за купцом второй гильдии Семёном Лошкарёвым. Домовладение долго оставалось в собственности различных представителей рода Лошкарёвых, при этом из записей пропадает каменное строение, остаётся только деревянный дом. Лишь в 1830 году упомянут флигель, но без описания материала его стен. Предполагается, что современный деревянный по второму этажу дворовый флигель усадьбы (Ильинская, 55 литера В) включает в себя объём старого каменного флигеля со сводчатыми перекрытиями.
Главный дом усадьбы с мезонином предположительно (судя по его архитектурному решению) был возведён в 1840-е годы. На плане Нижнего Новгорода 1848—1853 гг. он показан в современных габаритах. Дворовый флигель примыкает к главному дому вплотную, под небольшим углом.
Согласно данным Окладной книги за 1871 год, домовладение принадлежало купцу Михаилу Васильевичу Бурмистрову. Рядом с домом тогда располагался сад с оранжереями, где выращивались экзотические растения. В 1889 году усадьбы перешла в собственность Петра Михайловича Бурмистрова (1855—1912), который был женат на купеческой дочери Вере Фёдоровне Гузеевой. У супругов было четверо детей: дочери Варвара и Елизавета и сыновья Михаил и Дмитрий. В усадьбе до революции проживала семья Дмитрия Петровича Бурмистрова.
В советский период на месте сада и оранжерей был построен «Дом инженерно-технических работников» (арх. В. В. Медведев, А. А. Яковлев, 1929—1931), являющийся сегодня ценным градоформирующим объектом.         

## Снос усадьбы
В 2020 году фирмой ООО «Континент-Строй» был разработан проект реконструкции главного дома усадьбы, который долгое время находится в аварийном состоянии. В ходе проекта предполагается:
- Отреставрировать объект культурного наследия «Дворовый флигель».
- Снести здание № 55 (главный дом усадьбы) с последующим воссозданием в прежних габаритах и с прежними фасадами, но с расширением к юго-юго-западу.
- Пристроит вплотную к воссозданному зданию пятиэтажный дом слева по красной линии Ильинской улицы.
- Построить подземную парковку по всей площади нового здания.

19 марта 2023 года главный дом усадьбы был снесён, застройщиком ООО «Континент-Строй» заявлено о планах воссоздания.